# Fáni-völgyi 1. sz. üreg
A Fáni-völgyi 1. sz. üreg a Duna–Ipoly Nemzeti Parkban található Vértes hegységben, Száron lévő egyik barlang.

## Leírás
Szár külterületén, a Vértesi Natúrpark fokozottan védett területén, erdőben helyezkedik el a barlang. A Fáni-völgy É-i oldalában, a völgy K-i végét lezáró sorompótól Ny-ra, kb. 50 m-re, 248 m tszf. magasságban, az úttól kb. 25 m relatív magasságban van a Fáni-völgyi 1. sz. üreg négyszög alakú, de természetes jellegű, 3 m magas, 4 m széles, négyszög alakú, vízszintes tengelyirányú bejárata, amely egy kb. 10 m magas sziklafal közepén, a falon kb. 3 m magasságban végigfutó párkányról nyílik.
A barlang triász dolomitban, kifagyásos kőzetaprózódás miatt jött létre. A viszonylag nagy, állva bejárható kőfülke aljzata vízszintes, kevés kőzettörmelékkel fedett szálkő. Jól látható a barlang mennyezetén lévő függőleges hasadék, mely az üreget létrehozta. Jobb oldalának 1,2 m magasságában egy vízszintes törés miatt keletkezett párkány fut végig. Mennyezetén és bal oldalfalán apró borsókövek láthatók. Az időszakos használatra tűzrakóhely nyoma, illetve üvegcserép, törmelék utal. Bejáratában páfrányok, a bejárat előtt cserjék élnek. A nehezen járható (meredek) terepen megközelíthető, könnyen, utcai ruhában járható barlang megtekintéséhez nem szükséges engedély.
2003-ban volt először Fáni-völgyi 1. sz. üregnek nevezve a barlang az irodalmában. Előfordul a barlang az irodalmában Fáni-völgy 1. sz. üreg (Kordos 1984), Fáni-völgyi 1.sz. barlang (Egri 2003), Fáni-völgyi 1.sz. üreg (Bertalan 1976), Fáni-völgyi 2. fülke (Alba Regia Barlangkutató Csoport 1979), Fáni-völgyi–2. fülke (Kocsis 1975) és Fáni-völgyi 2. sz. fülke (Egri 2003) neveken is.

## Kutatástörténet
Az 1962-ben kiadott, A barlangok világa című könyv szerint a Vértes hegységben lévő Fáni-völgyben, a pataktól 10–12 m-rel magasabban kis barlangok vannak. A Ferencvárosi Természetbarátok Sportköre Barlangkutató Csoportjának váltott tagokból álló egyik csoportja, melyet Horváth János vezetett, 1968-ban folytatta a Vértes hegység bejárását és a hegységben lévő barlangok háromsíkú felmérését. Ez a csoport a Fáni-völgyben felmért kilenc, részben korábban ismert (I–IX. jelzésű) sziklaüreget. Az FTSK Barlangkutató Csoport 1969. évi jelentése szerint Horváth János az 1968. tavaszi-őszi barlangfelmérések felhasználásával 1969-ben elkészítette a Fáni-völgy (Vértes hegység) 9 üregének térképét. A térképeken 1:100 méretarányban vannak bemutatva a barlangok.
A Kocsis Antal által írt, 1975-ben megjelent kiadványban szó van arról, hogy a Fáni-völgyi 1. sz. üreg (Fáni-völgyi–2. fülke) a Fáni-völgyben, az üzemi műút elágazásától 1,2 km-re, a Szár felé haladó, sárga jelzésű turistaút leágazásától 150 m-re, a völgy ÉK-i oldalában, 20 m magasan, 10 m-es dolomitfalban található. A barlangbejárat alatti padka 3 m magas. A fülke 5 m hosszú, 3 m magas, külső szélessége pedig 4,5 m. Belül 1,5 m-re, valamint 1,4 m-re szűkül. Az üregben magasabbrendű növények, aranyosfodorka, vérehulló fecskefű és alacsonyabbrendű telepes növények élnek. Pókok, rovarok is előfordulnak benne. A kiadványban lévő térképmellékleten látható a Fáni-völgyi 1. sz. üreg földrajzi elhelyezkedése. A térképen 30-as számmal van jelölve a barlang.
Az 1976-ban befejezett, Magyarország barlangleltára című kéziratban az olvasható, hogy a Vértes hegységben, Száron helyezkedik el a Fáni-völgyi 1.sz. üreg (Fáni-völgyi–2. fülke). A Szár felé haladó, sárga jelzésű turistaút elágazásától 150 m-re, az ÉK-i völgyoldal első sziklaszirtjében, az úttól kb. 25 m-rel feljebb van a barlang bejárata. A dolomitbreccsában keletkezett barlang 5 m hosszú, 3 m széles és kb. 3 m magas. Az oldott formákat mutató üreg befelé szűkül. A Fáni-völgyi 1. sz. üregtől 310°-ra, kb. 250 m-re található a Fáni-völgyi 2. sz. üreg. A kézirat Fáni-völgyi 1. sz. üreget ismertető része 2 irodalmi mű alapján lett írva.
Az Alba Regia Barlangkutató Csoport által 1979-ben készített kézirat szerint a Fáni-völgyi 1.sz. üreg (F1) másik neve Fáni-völgyi 2. fülke. A barlang az OKTH barlangleltárában, amelyben a Vértes hegység barlangjai között a 10. számú barlang, a fenti névvel van ismertetve. A Kocsis Antal által írt kiadványban Fáni-völgyi–2. fülke a barlang neve és 30-as a száma. Horváth János szpeleográfiai terepjelentésben ismertette az üreget. A barlang Szár szélén (Fejér megye, Bicskei járás), a Fáni-völgy ÉK-i oldalán, 240 m tszf. magasságban, kb. 25 m relatív magasságban található. A völgy ÉNy-i végén elágazó üzemi úton az elágazástól 1,2 km-t kell menni a barlangig. Kb. 10 m magas sziklafalban van a 2,5 m magas, 4,5 m széles, balról jobbra emelkedő barlangbejárat, amely egy balról emelkedő sziklapárkányon érhető el. Megtudja mutatni Szolga Ferenc a barlangjáró alapfelszerelés használata nélkül járható üreget.

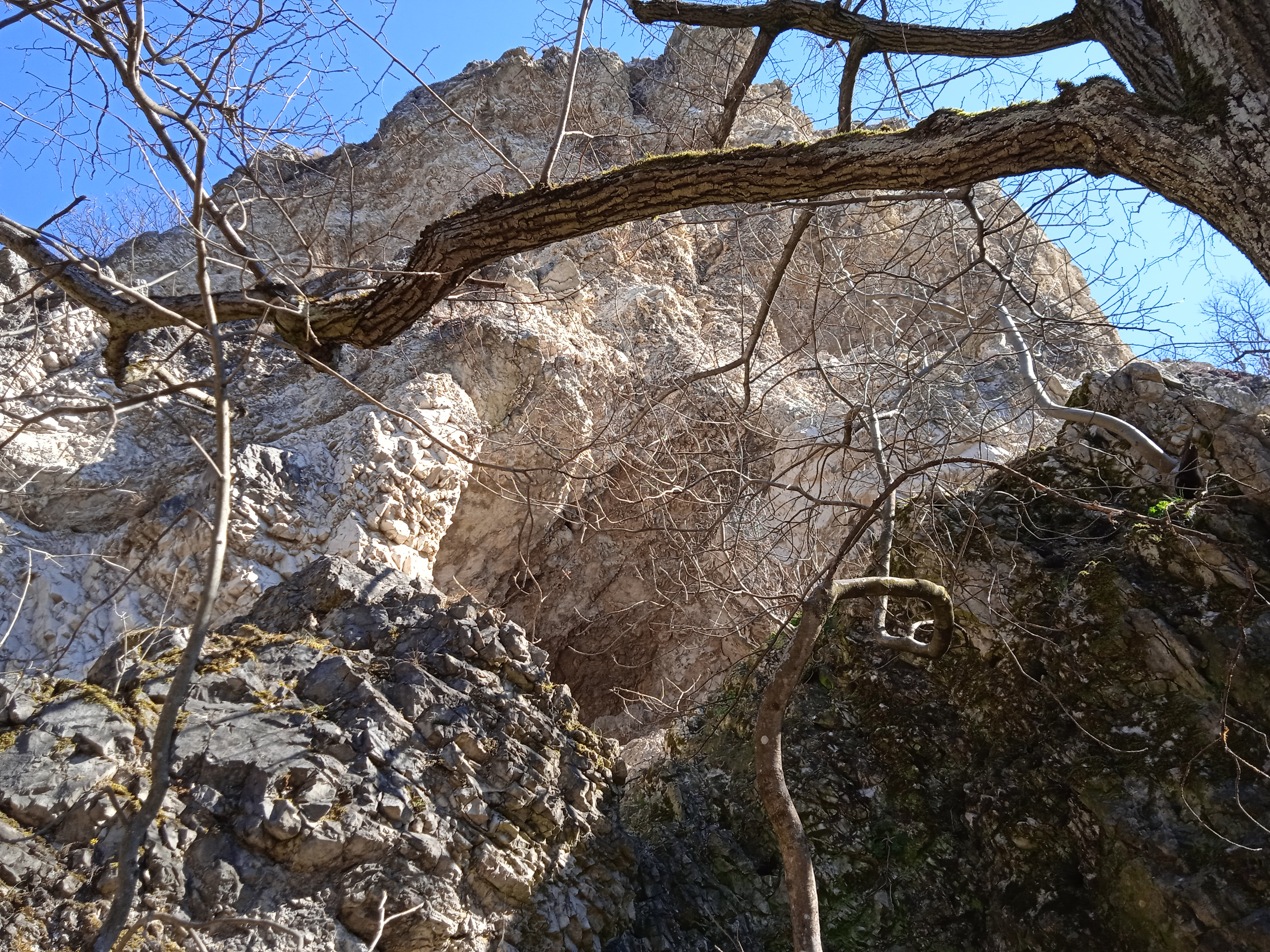
A Fáni-völgyi 1. sz. üreg bejárata

A vízszintes sziklaodú jellegű üreg száraz. A barlang befoglaló kőzete vastagpados, 343°/25° dőlésű, törések mentén breccsás szerkezetű fődolomit. Az üreg, amely egyetlen befelé szűkülő és alacsonyodó üregből áll, egy réteglapmenti és egy függőleges hasadék metszéspontján jött létre. Jobb oldalfalának belső felén, a mennyezet alatt 0,4 m-re egy 0,7 m-es, befelé lejtő padka van, végén és mennyezetén korrodált falú kis üregek láthatók. Bal falán néhány hidegvizes borsókő, néhol vörös-rózsaszínű (bauxitos?) elszíneződés figyelhető meg. A barlang alja szálkőzetből áll. Előterében némi kőzettörmelék, az üreg végén friss tüzelés nyomai vannak. Bejárásakor katicabogarat és muflonürüléket figyeltek meg benne a csoport tagjai. Belső végén moha, alga, egy tő kövi fodorka, előterében sóskaborbolya, kis kecskerágó cserjék és páfrány nő. A helyi jelentőségű barlang alkalmas bivakolásra. A 7 m vízszintes kiterjedésű és 3,5 m legnagyobb függőleges kiterjedésű (ez a rész a bejáratnál van) barlangnak megtörtént bejárása, leírása, felmérése és fényképezése. Nem érdemes tovább kutatni az üreget, melyben az Alba Regia Barlangkutató Csoport tagjai 1979. február 4-én, barlangkataszterező munka során jártak.
A kéziratba bekerült a barlang alaprajz térképe, hosszmetszet térképe és keresztmetszet térképe. A keresztmetszet térképen a barlangbejárat van bemutatva. A térképek 1:100 méretarányban ábrázolják a barlangot. Az alaprajz térkép használatához a térképlapon jelölve van az É-i irány. A térképek elkészítéséhez a barlangot Szolga Ferenc, Gönczöl Imréné, Koch Zoltán és Zentai Ferenc mérték fel 1979. február 4-én. A térképeket 1979. február 22-én rajzolta Szolga Ferenc. A kéziratban látható a Fáni-völgy térképe (kb. 1:10.000 méretarány). A térképen jelölve van az É-i irány. A térképen megfigyelhető a Fáni-völgyi 1. sz. üreg (a térképen: F1) földrajzi elhelyezkedése.

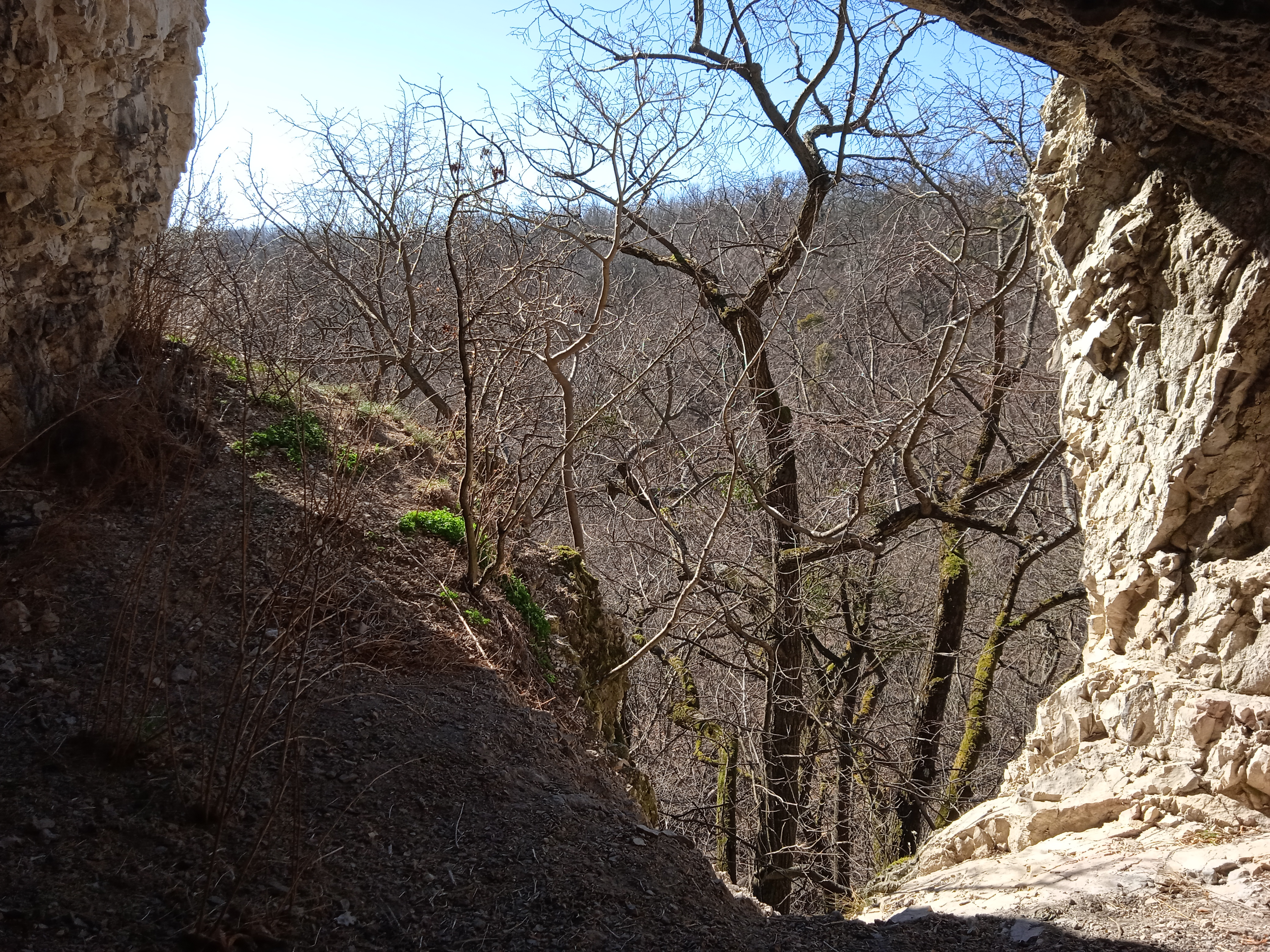
A Fáni-völgyi 1. sz. üreg bejárati része

A kéziratban van hét olyan fénykép, amelyek szemléltetik a barlangot. Az első fényképen a barlang bejárata látható. A fénykép a bejárat előtt, alatt készült. A második fényképen a barlangot rejtő sziklatömb figyelhető meg. A fénykép a bejárat előtt haladó útról készült. A harmadik fényképen az üregből látható kilátás van megörökítve. A negyedik fényképen az üreg bejáratának bal oldali párkánya figyelhető meg. Az ötödik fényképen a barlang bal oldalán lévő borsókövek vannak bemutatva. A hatodik fénykép a barlang málló mennyezetét szemlélteti. A hetedik fényképen a barlang vége látható. A fényképeket Zentai Ferenc készítette.
Az FTSK Barlangkutató Szakosztály 1980. évi jelentésében meg van említve, hogy a Fáni-völgyi 9. sz. üreg befoglaló kőzete, formája hasonló a Fáni-völgyi 1. sz. üregéhez és a Fáni-völgyi 6. sz. üregéhez. Az FTSK barlangkutató csoportja 1968. március 31-én mérte fel a Fáni-völgy üregeit. Az 1980. évi MKBT Beszámolóban publikálva lett az 1980. évi csoportjelentés Fáni-völgyi 1. sz. üreget említő része. Az 1984-ben kiadott, Magyarország barlangjai című könyv országos barlanglistájában szerepel a Vértes hegység barlangjai között a barlang Fáni-völgy 1. sz. üreg (Fáni-völgyi 2. fülke) néven. A listához kapcsolódóan látható a Dunazug-hegység barlangjainak földrajzi elhelyezkedését bemutató 1:500 000-es méretarányú térképen a barlang földrajzi elhelyezkedése.

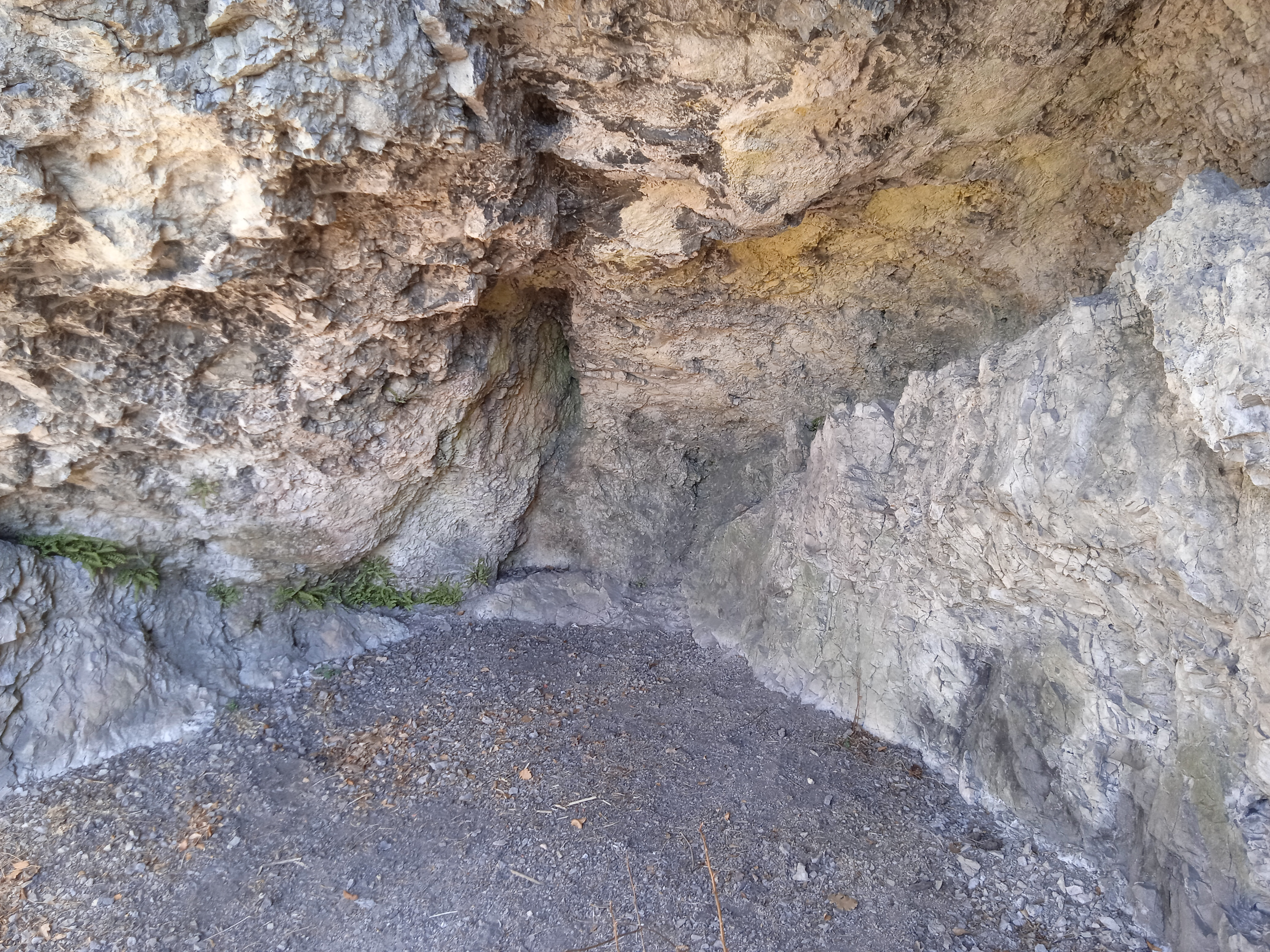
A Fáni-völgyi 1. sz. üreg hátulsó része

A Béni Kornél és Viszló Levente által írt, 1996-ban napvilágot látott könyvben szó van arról, hogy 10 barlang van a Fáni-völgyben. A völgyben megfigyelhető sok barlang miatt a völgy a Kőlik-völgyhöz hasonló. Ugyanolyan dolomitbreccsa a felépítő kőzet is. A Fáni-völgyben lévő barlangok kialakulásának esetében is a fagyaprózódásos kimállás játszotta a főszerepet. A völgy üregeire jellemző a borsókő előfordulása és gyakran pirosas elszíneződésű falak vannak bennük. Ennek oka ismeretlen. Az üregek lényegében három helyen koncentrálódnak, de ezek közül kettő egymással szemben, a völgy É-i és D-i oldalán fekszik. A völgy mindegyik barlangja a kisebb méretű barlangok közé tartozik.
A barlang 2003. május 1-jén, BTI kataszteri felvétel alapján készült nyilvántartólapja szerint a 4522-34 barlangkataszteri számú Fáni-völgyi 1. sz. üreg (Fáni-völgyi 2. sz. fülke, Fáni-völgyi 1.sz. barlang, Fáni-völgyi 2. fülke) a Vértes hegységben lévő Száron (Fejér megye) található. Az üreg bejáratának koordinátái (Trimble Geoexplorer 3): X: 606487, Y: 235133, Z: 248. Hegyoldalon lévő sziklafalban van a barlang 4 m széles, 3 m magas, természetes jellegű, négyszög alakú és vízszintes tengelyirányú bejárata. A részletesen felmért barlang 5,5 m hosszú, 2,5 m függőleges kiterjedésű, 2,5 m magas, 0 m mély és 5,5 m vízszintes kiterjedésű. Triász dolomitban húzódik az üreg. A barlang kialakulását előkészítette a tektonika és a rétegződés. Az üreg kifagyásos kőzetaprózódás miatt jött létre.
A sziklaodú térformájú barlang vízszintes, és jellemző szelvénytípusa a szabálytalan. Borsókő figyelhető meg az üregben. Szervetlen, helyben keletkezett törmelékkitöltése kőzettörmelékből áll. Haraszt, tüzelőhely, kormozás és szemét is előfordul benne. Tematikus feldolgozás: térkép, fénykép, kataszter, leírás. Kocsis Antal említette először írott formában a barlangot. A kissé megváltoztatott barlang gyakorlatilag érintetlen aljzatú. A nehezen járható (meredek) terepen megközelíthető, könnyen járható barlang megtekintéséhez nem szükséges engedély. Illetékes természetvédelmi hatóság: Duna–Ipoly Nemzeti Park Igazgatóság. A barlang felszínének védettsége: Vértesi Tájvédelmi Körzet (19/1976. OTvH határozat).

## További irodalom
- Horváth János: Szpeleográfiai terepjelentések az 1966., 1970. és 1974. évekből. Kéziratok. (A kéziratok megtalálhatók a Magyar Karszt- és Barlangkutató Társulat Dokumentációs Szakosztályánál.)